# 奇维拉 (华盛顿州)
奇维拉（英文：Chewelah），是美国华盛顿州史蒂文斯县下属的一座城市。根据 2000年美国人口普查，该市有人口2,186人。根据2010年美国人口普查，该市有人口2,607人。而2011年估计该市有2,606人。